# Daft Punk
Daft Punk là một bộ đôi nhạc điện tử người Pháp được thành lập vào năm 1993 tại Paris bởi Guy-Manuel de Homem-Christo và Thomas Bangalter. Được biết đến là một trong những ban nhạc có ảnh hưởng lớn nhất trong lịch sử nhạc dance, ban nhạc đã trở nên nổi tiếng vào cuối những năm 1990 như một phần của phong trào nhạc house Pháp. Họ đã nhận được sự hoan nghênh của giới phê bình và thành công về mặt thương mại trong những năm sau đó, kết hợp các yếu tố của nhạc house với funk, techno, disco, indie rock và pop.
Sau khi ban nhạc indie rock Darlin' của Bangalter và Homem-Christo giải thể, họ bắt đầu thử nghiệm với máy drum machine, máy synthesiser và máy talk box. Album phòng thu đầu tay Homework được Virgin Records phát hành năm 1997 được đánh giá tích cực, với các đĩa đơn "Around the World" và "Da Funk". Từ năm 1999, họ khoác lên hình ảnh hai nhân vật người máy với mũ bảo hiểm, trang phục và găng tay để xuất hiện trước công chúng mà không lộ danh tính; và ít xuất hiện trên các phương tiện truyền thông đại chúng. Họ được quản lý từ năm 1996 đến 2008 bởi Pedro Winter, người đứng đầu Ed Banger Records.
Album thứ hai của Daft Punk, Discovery (2001), đã thành công hơn, nổi bật với các đĩa đơn ăn khách "One More Time", "Digital Love" và "Harder, Better, Faster, Stronger". Album được sử dụng để làm nền tảng cho một bộ phim hoạt hình, Interstella 5555, được giám sát bởi nhà làm phim hoạt hình người Nhật Leiji Matsumoto. Album thứ ba của Daft Punk, Human After All (2005), nhận được nhiều đánh giá trái chiều, mặc dù các đĩa đơn "Robot Rock" và "Technologic" đã đạt được thành công ở Vương quốc Anh. Bộ đôi đã đạo diễn bộ phim đầu tiên của họ, Daft Punk's Electroma, một bộ phim khoa học viễn tưởng vào năm 2006. Họ đã lưu diễn trong suốt năm 2006 và 2007 và phát hành album trực tiếp Alive 2007, đã giành được Giải Grammy cho Album nhạc điện tử/dance xuất sắc nhất; chuyến lưu diễn được cho là đã phổ biến nhạc dance ở Bắc Mỹ. Daft Punk đã soạn nhạc cho bộ phim năm 2010 Tron: Legacy.
Vào năm 2013, Daft Punk rời Virgin để hợp tác với Columbia Records và phát hành album thứ tư của họ, Random Access Memories, với đĩa đơn chính "Get Lucky" lọt vào top 10 trong bảng xếp hạng của 32 quốc gia. Random Access Memories đã giành được năm giải Grammy vào năm 2014, bao gồm Album của năm và Thu âm của năm cho "Get Lucky". Năm 2016, Daft Punk giành vị trí số một duy nhất trên Billboard Hot 100 với "Starboy", hợp tác với the Weeknd. Rolling Stone xếp họ ở vị trí thứ 12 trong danh sách những bộ đôi nhạc vĩ đại nhất. Họ tuyên bố giải thể vào năm 2021.

## Lịch sử hoạt động

### 1987–1992: Khởi đầu sự nghiệp và Darlin'
Guy-Manuel de Homem-Christo và Thomas Bangalter gặp nhau năm 1987 khi cùng học trường trung học Lycée Carnot ở Paris. Hai người đã trở thành bạn bè và thu âm các bản demo với những học sinh khác của trường. Năm 1992, họ thành lập một nhóm guitar, Darlin', với Bangalter chơi bass, Homem-Christo chơi guitar, và thêm nghệ sĩ guitar kiêm tay trống Laurent Brancowitz. Bộ ba đặt tên mình theo bài hát "Darlin'" của the Beach Boys, mà họ đã cover lại cùng với một sáng tác gốc. Cả hai bản nhạc đều được phát hành trong một EP dành cho nhiều nghệ sĩ của Duophonic Records, một hãng thuộc sở hữu của ban nhạc Stereolab có trụ sở tại London, người đã mời Darlin' mở màn cho các buổi biểu diễn tại Vương quốc Anh.
Bangalter nghĩ rằng "Tôi nghĩ cái nhạc rock n' roll chúng tôi đã làm cũng khá trung bình. Ban nhạc đã tồn tại ngắn ngủi, hình như là sáu tháng, bốn bài hát và hai hợp đồng biểu diễn và thế là xong." Một bài đánh giá tiêu cực trên Melody Maker của Dave Jennings đã gọi âm nhạc của nhóm là "một thứ âm nhạc tồi tệ". Ban nhạc nhận thấy bài đánh giá thú vị. Như Homem-Christo đã nói, "Chúng tôi đã vật lộn rất lâu để tìm ra [cái tên] Darlin', nhưng cái tên này lại được nghĩ ra quá nhanh." Darlin' sớm tan rã, làm cho Brancowitz nỗ lực theo đuổi Phoenix. Bangalter và Homem-Christo thành lập Daft Punk và thử nghiệm với máy drum machine và máy synthesiser.

### 1993–1999:Homework

Hình bìa của album Homework

Vào tháng 9 năm 1993, Daft Punk tham dự một buổi tiệc tùng tại EuroDisney, nơi họ gặp Stuart Macmillan của Slam, người đồng sáng lập hãng Soma Quality Recordings. Đoạn băng demo được đưa cho Macmillan tại buổi tiệc tùng đã tạo cơ sở cho đĩa đơn đầu tay của Daft Punk, "The New Wave", được phát hành giới hạn vào năm 1994. Đĩa đơn cũng chứa bản remix cuối cùng của "The New Wave" có tên "Alive", được đưa vào trong album đầu tiên của Daft Punk.
Daft Punk trở lại phòng thu vào tháng 5 năm 1995 để thu âm "Da Funk". Nó trở thành đĩa đơn thành công về mặt thương mại đầu tiên của họ cùng năm. Sau thành công của "Da Funk", Daft Punk tìm kiếm một người quản lý. ban nhạc cuối cùng đã ổn định với Pedro Winter, người thường xuyên quảng bá cho họ và các nghệ sĩ khác tại các hộp đêm Hype của mình. Ban nhạc ký hợp đồng với Virgin Records vào tháng 9 năm 1996 và thực hiện một thỏa thuận mà qua đó ban nhạc cấp phép các bản nhạc của mình cho công ty mẹ thông qua công ty sản xuất của họ, Daft Trax. Bangalter nói rằng mặc dù ban nhạc nhận được nhiều lời đề nghị từ các hãng thu âm, họ muốn chờ đợi một thỏa thuận để đảm bảo rằng Daft Punk không mất khả năng kiểm soát sáng tạo. Cuối cùng, họ coi thỏa thuận với Virgin là mối quan hệ đối tác tốt nhất.
Từ giữa đến cuối những năm 90, Daft Punk đã biểu diễn trực tiếp mà không sử dụng trang phục tại nhiều địa điểm khác nhau. Năm 1996, họ được giới thiệu tại sự kiện Even Furthur ở Wisconsin, buổi biểu diễn công khai đầu tiên của họ tại Hoa Kỳ. Ngoài các buổi biểu diễn gốc trực tiếp, họ còn biểu diễn trong các hộp đêm bằng cách sử dụng đĩa than từ danh sách đĩa nhạc của họ. Họ được biết đến với việc kết hợp nhiều phong cách âm nhạc vào dàn DJ của họ vào thời điểm đó.
"Da Funk" và "Alive" sau đó được đưa vào album đầu tay năm 1997 của Daft Punk, Homework. Vào tháng 2 năm đó, tạp chí nhạc dance Muzik của Vương quốc Anh đã đưa Daft Punk lên trang bìa và mô tả Homework là "một trong những album đầu tay được chờ đợi nhất trong một thời gian dài". Theo The Village Voice, album này đã làm sống lại dòng nhạc house và đã đi theo một đường lối khác công thức Eurodance. Năm 1997, Daft Punk đã thực hiện tour biểu diễn Daftendirektour để quảng bá Homework tại các thành phố trên khắp thế giới, sử dụng thiết bị mang từ nhà của họ lên sân khấu trực tiếp. Vào ngày 25 tháng 5, Daft Punk đã lên báo về lễ hội âm nhạc Tribal Gathering tại Luton Hoo, Anh, với Orbital và Kraftwerk.
Đĩa đơn thành công nhất của Homework là "Around the World". "Da Funk" được đưa vào nhạc phim The Saint. Daft Punk đã sản xuất một loạt video ca nhạc cho Homework do Spike Jonze, Michel Gondry, Roman Coppola và Seb Janiak đạo diễn. Bộ sưu tập các video được phát hành vào năm 1999 với tên gọi D.A.F.T.: A Story About Dogs, Androids, Firemen and Tomatoes. Năm 1998, dự án phụ của Bangalter là Stardust phát hành đĩa đơn ăn khách "Music Sounds Better with You".

### 1999–2003:Discovery

Hình bìa của album Discovery

Năm 1998, Daft Punk bắt đầu thu âm album thứ hai của mình. Discovery, được phát hành năm 2001, mang phong cách bóng bẩy như synth-pop. Bộ đôi cho biết Discovery phản ánh thái độ vui tươi, cởi mở gắn liền với giai đoạn khám phá của thời thơ ấu. Điều này giải thích cho việc sử dụng nhiều sample có nguồn gốc từ cuối những năm 70 đến đầu những năm 80 trong album. Album đạt vị trí thứ 2 tại Vương quốc Anh, và đĩa đơn của nó, "One More Time", là đĩa đơn thành công nhất của Daft Punk trước đĩa đơn "Get Lucky". Bài hát được tự động điều chỉnh và nén rất nhiều.
Discovery đã tạo ra một thế hệ người hâm mộ Daft Punk mới. Trong thời gian này, Daft Punk ra mắt trang phục rô bốt đặc biệt của họ; trước đó họ đã đeo mặt nạ hoặc túi Halloween để xuất hiện quảng cáo. Đĩa đơn "Digital Love" và "Harder, Better, Faster, Stronger" cũng thành công ở Anh và trên bảng xếp hạng nhạc dance của Hoa Kỳ. Bài hát "Face to Face" đã đạt vị trí số 1 trên bảng xếp hạng Hot Dance/Disco Club Play. Một đoạn trích dài 45 phút từ buổi biểu diễn tại Que Club, Birmingham đã được phát hành vào năm 2001 với tên gọi Alive 1997.
Daft Punk hợp tác với nhà làm phim hoạt hình người Nhật Leiji Matsumoto để tạo ra Interstella 5555: The 5tory of the 5ecret 5tar 5ystem, một bộ phim hoạt hình dài lấy nền tảng là Discovery. Bốn "tập" đầu tiên được chiếu trên Toonami vào năm 2001, và bộ phim hoàn chỉnh được phát hành trên DVD vào năm 2003. Vào tháng 12, Daft Punk phát hành album phối lại Daft Club.

### 2004–2007:Human After AllvàAlive 2007

Hình bìa của album Human After All

Vào tháng 3 năm 2005, Daft Punk phát hành album thứ ba của họ, Human After All, là kết quả của sáu tuần sáng tác và thu âm. Album nhận được nhiều đánh giá trái chiều, với những lời chỉ trích vì tính lặp đi lặp lại và tâm trạng u ám hơn. Các đĩa đơn là "Robot Rock", "Technologic", "Human After All" và "The Prime Time of Your Life". Album tuyển tập của Daft Punk, Musique Vol. 1 1993–2005, được phát hành vào ngày 4 tháng 4 năm 2006. DVD đi kèm chứa các video âm nhạc cho "Robot Rock (Maximum Overdrive)" và "The Prime Time of Your Life". Daft Punk cũng đã phát hành một album phối lại, Human After All: Remixes.
Vào ngày 21 tháng 5 năm 2006, Daft Punk đã công chiếu một bộ phim, Daft Punk's Electroma, tại phần phụ Director's Fortnight ở liên hoan phim Cannes. Phim không bao gồm âm nhạc của Daft Punk. Bộ phim được chiếu nửa đêm tại các rạp ở Paris bắt đầu từ tháng 3 năm 2007. Daft Punk đã thực hiện chuyến lưu diễn vòng quanh thế giới Alive 2006/2007 tại 48 địa điểm từ ngày 29 tháng 4 năm 2006 - 22 tháng 12 năm 2007, biểu diễn một bản "siêu remix" âm nhạc của họ với một kim tự tháp lớn được trang bị đèn LED. Chuyến lưu diễn đã được đánh giá cao và được ghi nhận vì đã mang nhạc dance đến với nhiều khán giả hơn, đặc biệt là ở Bắc Mỹ. Tour biểu diễn được ví như buổi biểu diễn năm 1964 của The Beatles trên The Ed Sullivan Show, nơi đã đưa nhạc rock and roll của Anh trở thành xu hướng chủ đạo.
Buổi biểu diễn của Daft Punk tại Paris được phát hành dưới dạng album trực tiếp thứ hai, Alive 2007, vào ngày 19 tháng 11 năm 2007. Phiên bản trực tiếp của "Harder, Better, Faster, Stronger" được phát hành dưới dạng đĩa đơn, với một video do Olivier Gondry đạo diễn bao gồm các cảnh quay của khán giả về buổi biểu diễn của họ ở Brooklyn. Năm 2009, Daft Punk giành giải Grammy cho Alive 2007 và đĩa đơn "Harder, Better, Faster, Stronger (Alive 2007)".

Logo của bộ phim Tron: Legacy

### 2008–2011:Tron: Legacy
Daft Punk xuất hiện tại Lễ trao giải Grammy lần thứ 50 vào ngày 10 tháng 2 năm 2008, và xuất hiện cùng rapper Kanye West để biểu diễn phiên bản làm lại của "Stronger" trên sân khấu tại Trung tâm Staples ở Los Angeles. Đây là buổi biểu diễn trực tiếp đầu tiên của Daft Punk trên truyền hình. Vợ của Bangalter, Élodie Bouchez cũng tham dự sự kiện này.
Năm 2008, Winter từ chức khỏi vị trí quản lý của nhóm để tập trung vào hãng thu âm Ed Banger và Busy P. Trong một cuộc phỏng vấn sau đó, Winter nói rằng Daft Punk đang làm việc với một công ty quản lý không xác định ở Los Angeles. Ban nhạc đã đặt văn phòng sản xuất Daft Arts tại Hollywood. Năm 2008, Daft Punk đứng thứ 38 trong cuộc bình chọn chính thức trên toàn thế giới của DJ Mag sau khi về đích ở vị trí 71 vào năm trước. Daft Punk đã làm các bản remix mới cho trò chơi điện tử DJ Hero và xuất hiện trong trò chơi dưới dạng các nhân vật có thể chơi được.

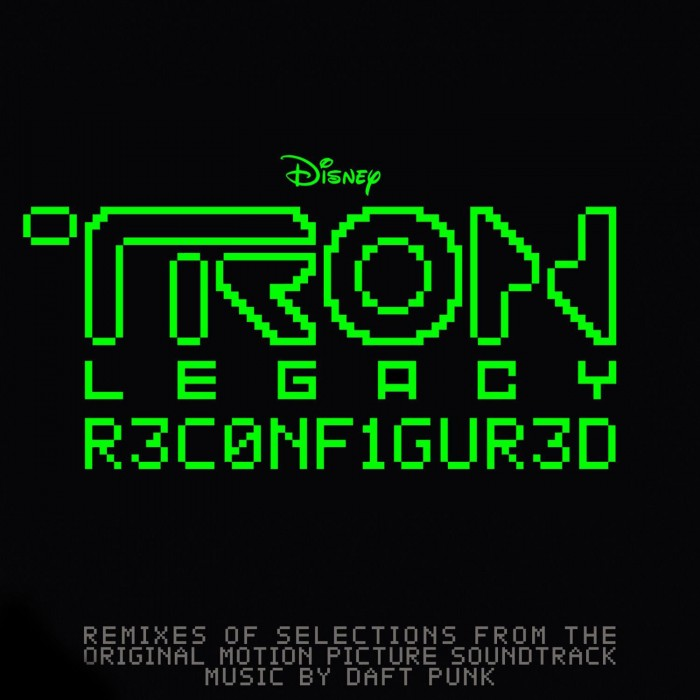
Hinh bìa của album Tron: Legacy Reconfigured

Tại San Diego Comic-Con năm 2009, thông báo cho biết Daft Punk đã sáng tác 24 bản nhạc cho bộ phim Tron: Legacy. Những bản nhạc của Daft Punk được dàn dựng bởi Joseph Trapanese. Ban nhạc đã hợp tác với ông trong hai năm, từ tiền sản xuất cho đến khi hoàn thành. Những bản nhạc được chơi bởi dàn nhạc giao hưởng gồm 85 nhạc công, được thu âm tại AIR Lyndhurst Studios ở London. Daft Punk cũng xuất hiện trong các chương trình DJ với mũ bảo hiểm rô bốt thương hiệu của họ trong thế giới ảo của bộ phim. Album nhạc phim được phát hành vào ngày 6 tháng 12 năm 2010. Một video âm nhạc cho "Derezzed" được công chiếu lần đầu trên MTV Networks cùng ngày album được phát hành. Walt Disney Records đã phát hành một album phối lại, Tron: Legacy Reconfigured, vào ngày 5 tháng 4 năm 2011.
Năm 2010, Daft Punk được nhận Ordre des Arts et des Lettres, một loại huân chương khen thưởng của Pháp. Bangalter và Homem-Christo được trao tặng danh hiệu Chevalier (hiệp sĩ). Vào tháng 10 năm đó, Daft Punk đã làm khách mời bất ngờ xuất hiện trong buổi giới thiệu buổi trình diễn của Phoenix tại Madison Square Garden ở thành phố New York. Họ đã chơi một bản hòa tấu của "Harder, Better, Faster, Stronger" và "Around the World" trước khi bài hát được chuyển thể thành bài hát "1901" của Phoenix. ban nhạc cũng đưa vào các thành phần trong các bài hát "Rock'n Roll", "Human After All", cũng như một trong những dự án phụ của Bangalter, "Together".

### 2011–2015:Random Access Memories

Hình bìa của album Random Access Memories

Vào năm 2011, Soma Records đã phát hành bài hát chưa từng được công bố của Daft Punk, "Drive", được thu âm khi họ ký hợp đồng với Soma vào những năm 1990. Bài hát đã được đưa vào album tuyển tập tổng hợp nhiều nghệ sĩ kỷ niệm 20 năm thành lập hãng Soma. Daft Punk đã thu âm album phòng thu thứ tư của họ, Random Access Memories, với các nhạc sĩ bao gồm Paul Williams, Pharrell Williams, Nile Rodgers và Giorgio Moroder. Họ rời Virgin để hợp tác với Sony Music Entertainment thông qua hãng Columbia Records. Album được phát hành vào ngày 21 tháng 5 năm 2013. Đĩa đơn đầu tiên, "Get Lucky", đã trở thành đĩa đơn số một đầu tiên tại Vương quốc Anh của Daft Punk và trở thành bài hát mới được phát trực tuyến nhiều nhất trong lịch sử của Spotify. Tại lễ trao giải Video âm nhạc của MTV năm 2013, Daft Punk ra mắt đoạn giới thiệu cho đĩa đơn "Lose Yourself to Dance" và trao giải "Video của nghệ sĩ nữ xuất sắc nhất" cùng với Rodgers và Pharrell. Vào tháng 12, ban nhạc đã ra mắt một video âm nhạc cho bài hát "Instant Crush", do Warren Fu làm đạo diễn và có sự tham gia của Julian Casablancas.

Hình bìa của đĩa đơn Get Lucky

Tại Lễ trao giải Grammy thường niên lần thứ 56, Random Access Memories đã giành giải Grammy cho Album nhạc điện tử/dance xuất sắc nhất, Album của năm và Album được thiết kế xuất sắc nhất, phi cổ điển, trong khi "Get Lucky" nhận được giải Grammy cho Trình diễn song tấu hoặc nhóm nhạc pop xuất sắc nhất và Thu âm của năm. Daft Punk đã biểu diễn tại buổi lễ với Stevie Wonder, Rodgers, Williams cũng như những người chơi phần nhịp điệu cho Random Access Memories là Nathan East, Omar Hakim, Paul Jackson, Jr. và Chris Caswell.
Daft Punk đồng sản xuất album phòng thu thứ sáu của Kanye West, Yeezus (2013), tạo ra các ca khúc "On Sight", "Black Skinhead", "I Am a God" và "Send It Up". Họ đã hát cho đĩa đơn năm 2014 "Gust of Wind" của Pharrell. Vào ngày 10 tháng 3 năm 2014, một bài hát không được phát hành của Daft Punk, "Computerized", bị rò rỉ trên mạng; nó có sự góp mặt của Jay-Z và nó từng được dự định sẽ được phát hành để quảng cáo Tron: Legacy. Vào tháng 4 năm 2015, Daft Punk xuất hiện trong một đoạn ngắn về Rodgers như một phần của bộ phim tài liệu về cuộc đời ông, Nile Rodgers: From Disco to Daft Punk. Vào tháng 6, một bộ phim tài liệu, Daft Punk Unchained, đã được phát hành.

### 2016–2022: Các dự án cuối cùng và giải thể

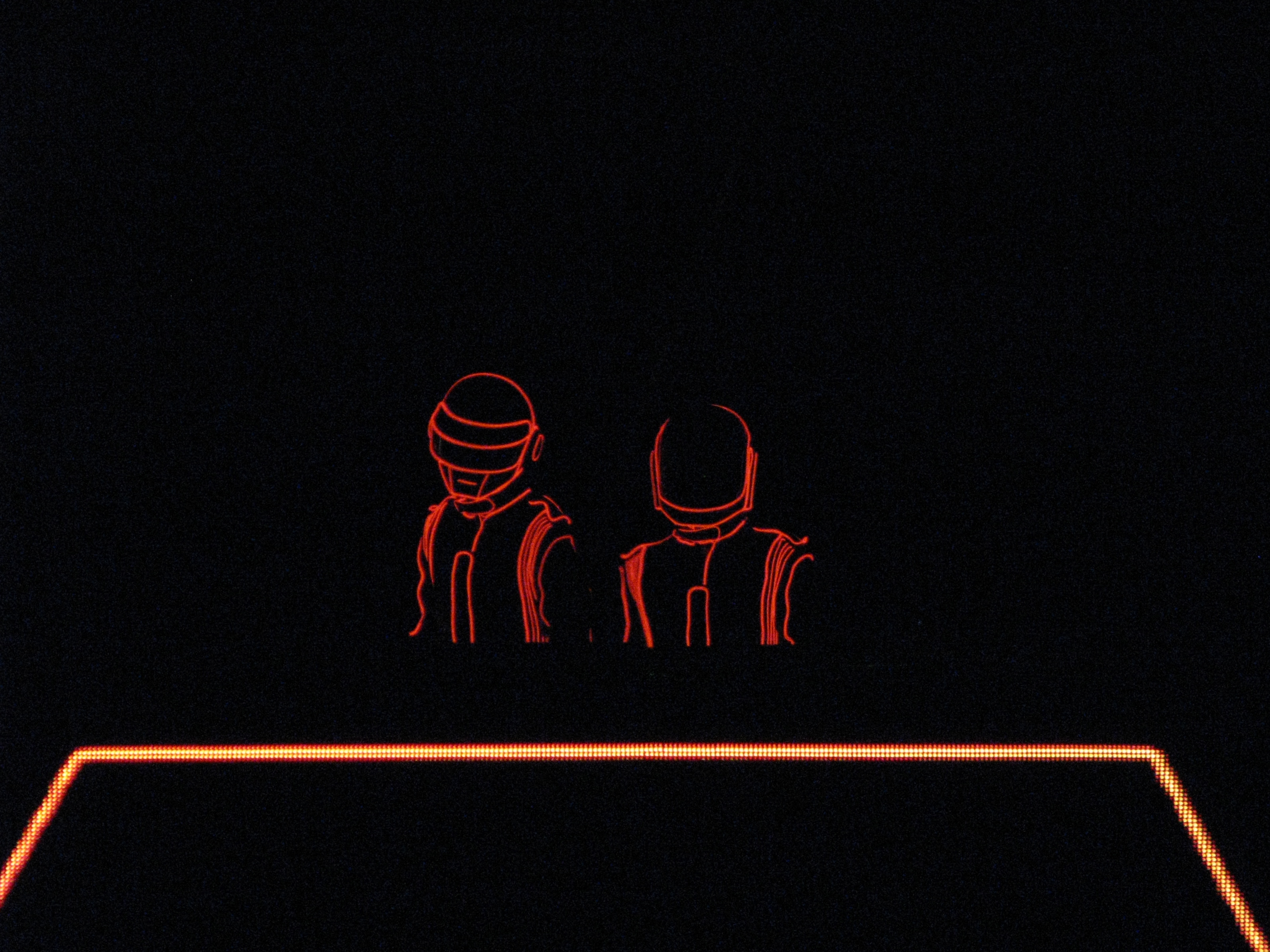
Daft Punk, tại NeverEverLand, Sydney, tháng 12 năm 2007

Daft Punk xuất hiện trong các đĩa đơn năm 2016 "Starboy" và "I Feel It Coming" của ca sĩ R&B người Canada the Weeknd. "Starboy" đứng đầu bảng xếp hạng Billboard Hot 100, trở thành bài hát quán quân tại Hoa Kì duy nhất của Daft Punk và "I Feel It Coming" đạt vị trí thứ tư. Vào năm 2017, Soma Records đã phát hành bản remix chưa được phát hành trước đó của ca khúc Daft Punk "Drive".
Vào tháng 2 năm 2017, Daft Punk đã khai trương một cửa hàng pop-up ở Hollywood, California, trưng bày các kỷ vật, tác phẩm nghệ thuật và trưng bày các bộ trang phục khác nhau mà ban nhạc đã mặc trong sự nghiệp. Ban nhạc cũng đã biểu diễn với the Weeknd tại Lễ trao giải Grammy thường niên lần thứ 59 vào ngày 12 tháng 2 năm 2017. Trong suốt những năm sau Starboy, Bangalter và Homem-Christo đã hoạt động cá nhân với tư cách là nhà sản xuất xuất hiện trong một số dự án. Vào ngày 21 tháng 6 năm 2017, ban nhạc Úc Parcels phát hành bài hát "Overnight", sản xuất và đồng sáng tác bởi Daft Punk. Vào tháng 2 năm 2019, thông báo cho biết Daft Punk sẽ mở triển lãm nghệ thuật điện tử tại Philharmonie de Paris với nhiều trang phục, guitar và đồ đạc khác dựa trên chủ đề của bài hát "Technologic" của ban nhạc; cuộc triển lãm kéo dài từ ngày 9 tháng 4 - 11 tháng 8 năm đó.
Vào ngày 22 tháng 2 năm 2021, Daft Punk đã phát hành một video trên kênh YouTube của họ với tựa đề "Phần kết". Video có một cảnh trong bộ phim Electroma năm 2006 của họ, trong đó một con rô bốt phát nổ và con kia rời đi; thẻ tiêu đề được tạo với Warren Fu có nội dung "1993–2021" trong khi phát đoạn trích trong bài hát "Touch" của Daft Punk. Tin tức này đã khiến doanh số bán Daft Punk tăng vọt, với lượng mua album kỹ thuật số tăng 2650%. Người bạn và cộng tác viên Todd Edwards đã làm rõ rằng Bangalter và Homem-Christo vẫn hoạt động riêng lẻ.
Vào ngày 22 tháng 2 năm 2022, một năm sau khi giải thể, Daft Punk đã công bố ấn bản kỷ niệm 25 năm ngày ra mắt Homework cùng với bản phát hành lại của Alive 1997. Họ cũng phát trực tuyến đoạn video ghi lại buổi biểu diễn của họ tại Nhà hát Mayan ở Los Angeles từ tour biểu diễn Daftendirektour vào năm 1997. Chương trình phát sóng một lần duy nhất này có các cảnh quay chưa phát hành trước đó của bộ đôi mà không sử dụng trang phục người máy.
Vào tháng 4 năm 2022, Daft Punk bắt đầu phát hành định kỳ các nội dung hậu trường. Các nội dung này phần lớn xuất phát từ D.A.F.T.: A Story About Dogs, Androids, Firemen and Tomatoes.

## Phong cách nghệ thuật

### Phong cách âm nhạc
Phong cách âm nhạc của Daft Punk chủ yếu được mô tả là nhạc house, house Pháp, điện tử, dance và disco. AllMusic mô tả phong cách âm nhạc của họ là sự pha trộn giữa acid house, techno, pop, indie rock, hip hop, progressive house, funk và electro. Họ đã sử dụng sample rộng rãi; The Guardian mô tả cách tiếp cận của họ với âm nhạc và nghệ thuật giống như "chim ác là".
Vào đầu những năm 1990, Daft Punk lấy cảm hứng từ rock and acid house ở Vương quốc Anh. Homem-Christo gọi Screamadelica của Primal Scream là đĩa hát "kết hợp mọi thứ lại với nhau" về mặt thể loại. Năm 2009, Bangalter gọi Andy Warhol là một trong những người có ảnh hưởng đầu tiên đến Daft Punk. Trong bài hát "Teachers" của Homework, Daft Punk liệt kê các nhạc sĩ có ảnh hưởng đến họ, bao gồm nhạc sĩ funk George Clinton, rapper kiêm nhà sản xuất Dr Dre, và các nghệ sĩ nhạc house Chicago và nhạc techno Detroit bao gồm Paul Johnson, Romanthony và Todd Edwards. Homem-Christo nói: "Âm nhạc của họ đã có ảnh hưởng lớn đến chúng tôi. Âm thanh của các sản phẩm của họ - tiếng nén, âm thanh của trống trầm và giọng hát của Romanthony, cảm xúc và tâm hồn - là một phần giọng nói của chúng ta ngày nay."
Discovery cho thấy Daft Punk tích hợp những ảnh hưởng từ nhạc disco thập niên 70 và những ca sĩ crooner thập niên 80, đồng thời có sự hợp tác với Romanthony và Edwards. Nguồn cảm hứng chính là đĩa đơn "Windowlicker" của Aphex Twin, "không phải là một bản nhạc hộp đêm thuần túy cũng không phải là một bản nhạc thư giãn với nhịp độ thấp", theo Bangalter. Bộ đôi đã sử dụng thiết bị cổ điển để tái tạo âm thanh của các nghệ sĩ đời trước, chẳng hạn như sử dụng đàn piano Wurlitzer để gợi lên Supertramp trong "Digital Love".
Đối với nhạc phim Tron: Legacy, Daft Punk đã lấy cảm hứng từ Wendy Carlos, nhà soạn nhạc của bộ phim Tron, cùng với Max Steiner, Bernard Herrmann, John Carpenter, Vangelis, Philip Glass và Maurice Jarre. Đối với Random Access Memories, Daft Punk đề cập đến các nghệ sĩ như Fleetwood Mac, the Doobie Brothers và Eagles, và nhạc sĩ điện tử người Pháp Jean-Michel Jarre.

### Hình ảnh

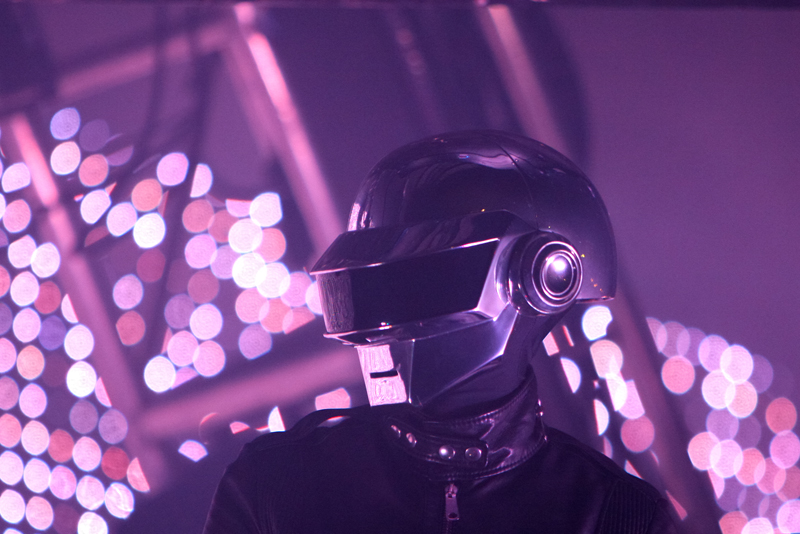
Bangalter, trong buổi biểu diễn năm 2006

Trong những lần xuất hiện quảng cáo vào những năm 1990, Daft Punk đội những chiếc túi đen trên đầu hoặc đeo mặt nạ Halloween. Trong một lần xuất hiện trên tạp chí đầu tiên, Homem-Christo nói: "Chúng tôi không muốn bị chụp ảnh. [...] Chúng tôi đặc biệt không muốn xuất hiện trên tạp chí. Chúng tôi có trách nhiệm." Mặc dù họ đã cho phép một đoàn quay phim quay họ cho một chương trình nghệ thuật của Pháp vào thời điểm đó, Daft Punk không muốn nói trên video "vì điều đó rất nguy hiểm". Theo Orla Lee-Fisher, trưởng bộ phận marketing của Virgin Records UK, trong những ngày đầu khởi nghiệp, Daft Punk sẽ đồng ý chụp ảnh không đeo mặt nạ khi họ đang làm DJ; nếu không, họ sẽ ngụy trang. Năm 1997, Bangalter cho biết họ có "quy định chung về việc không xuất hiện trong video".
Năm 2001, khi album Discovery sắp ra mắt, Daft Punk bắt đầu đội mũ bảo hiểm và găng tay giống rô bốt để xuất hiện và biểu diễn quảng cáo. Mũ bảo hiểm được sản xuất bởi Paul Hahn của Daft Arts và các đạo diễn người Pháp Alex và Martin. Với kỹ thuật của Tony Gardner và Alterian, Inc., chúng có khả năng tạo ra nhiều hiệu ứng đèn LED khác nhau. Tóc giả ban đầu được gắn vào cả hai mũ bảo hiểm, nhưng Daft Punk đã tháo chúng ra trước khi cho ra mắt. Theo Bangalter, "Mặt nạ sẽ rất nóng, nhưng sau khi đeo nó lâu như tôi, tôi đã quen với nó." Những chiếc mũ bảo hiểm sau này được gắn thêm quạt thông gió để tránh quá nóng.

Daft Punk đã giới thiệu các bộ trang phục trong buổi giới thiệu đặc biệt về video nhạc hoạt hình cho album Discovery trong khối truyền hình Toonami của Cartoon Network. Bangalter giải thích: "Chúng tôi không chọn trở thành người máy. Có một tai nạn xảy ra trong studio của chúng tôi. Chúng tôi đang làm việc trên bộ sampler của mình và đúng 9 giờ 09 phút ngày 9 tháng 9 năm 1999, nó phát nổ. Khi chúng tôi tỉnh lại, chúng tôi phát hiện ra rằng chúng tôi đã trở thành người máy."

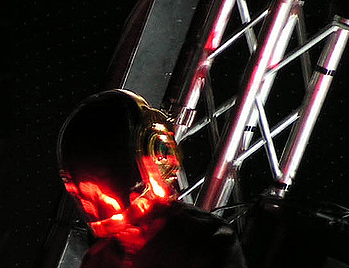
de Homem-Christo, trong buổi biểu diễn năm 2007

Bangalter cho biết Daft Punk muốn tập trung vào âm nhạc của họ và việc sử dụng mặt nạ cho phép họ kiểm soát hình ảnh của mình trong khi vẫn giữ được danh tính và bảo vệ cuộc sống cá nhân của họ. Họ sử dụng trang phục rô bốt để hợp nhất các đặc điểm của con người và máy móc. Bangalter nói rằng trang phục ban đầu là kết quả của sự ngại ngùng: "Nhưng sau đó nó trở nên thú vị theo quan điểm của khán giả. Đó là ý tưởng trở thành một chàng trai bình thường với siêu năng lực."
Với việc phát hành Human After All, Daft Punk đã đội mũ bảo hiểm được đơn giản hóa cùng áo khoác da đen và quần dài. Trang phục được thiết kế bởi Hedi Slimane. Bangalter nói: "Chúng tôi không bao giờ thích làm một việc hai lần. Thật vui và thú vị hơn khi chúng tôi làm một điều gì đó khác biệt, cho dù đó là đeo mặt nạ hay phát triển một nhân vật kết hợp giữa hư cấu và thực tế." Trên phim trường Electroma, Daft Punk được phỏng vấn quay lưng lại, và vào năm 2006, họ đội túi vải đen trên đầu trong một cuộc phỏng vấn trên truyền hình. Họ cho biết việc sử dụng túi vải là một quyết định tự phát, thể hiện sự sẵn sàng thử nghiệm hình ảnh của họ trên các phương tiện truyền thông.
Người ta tin rằng bí ẩn về danh tính của Daft Punk và sự cải trang phức tạp của họ đã làm tăng thêm sự nổi tiếng của họ. Trang phục của họ được so sánh với trang điểm của Kiss và áo khoác da của Iggy Pop. Daft Punk đã mặc trang phục robot trong các buổi biểu diễn của họ tại Lễ trao giải Grammy năm 2008, 2014 và 2017. Trong buổi lễ năm 2014, họ cũng đã nhận giải thưởng của mình trên sân khấu trong bộ trang phục, với Pharrell và Paul Williams thay mặt cho bộ đôi phát biểu. Bô đôi đã xuất hiện tại lễ trao giải Grammy 2017 và trong video ca nhạc "I Feel It Coming" của the Weeknd.
Bangalter lưu ý rằng "nền tảng cho rất nhiều điều về mặt nghệ thuật của chúng tôi" là bộ phim Phantom of the Paradise năm 1974, trong đó nhân vật chính đeo một chiếc mặt nạ nổi bật. Daft Punk cũng là người hâm mộ của ban nhạc Space những năm 1970, nổi tiếng với việc mặc những bộ đồ vũ trụ với mũ bảo hiểm để che giấu ngoại hình của những người biểu diễn.

### Xuất hiện trên các phương tiện truyền thông
Sự nổi tiếng của Daft Punk một phần là nhờ sự xuất hiện của họ trên các phương tiện truyền thông chính thống. Bộ đôi xuất hiện cùng Juliette Lewis trong một quảng cáo cho Gap, có sử dụng đĩa đơn "Digital Love", và theo hợp đồng có nghĩa vụ chỉ xuất hiện trong trang phục của Gap. Vào mùa hè năm 2001, Daft Punk xuất hiện trong một quảng cáo trên khung thời gian Toonami của Cartoon Network, quảng cáo cho trang web chính thức của Toonami và các video ca nhạc cho album Discovery. Các video ca nhạc sau đó xuất hiện dưới dạng các cảnh trong bộ phim hoạt hình Interstella 5555: The 5tory of the 5ecret 5tar 5ystem. Bộ đôi này sau đó đã xuất hiện trong một quảng cáo truyền hình với chiếc mũ đội đầu thời Discovery của họ để quảng cáo cho điện thoại di động Premini của Sony Ericsson. Năm 2010, Daft Punk xuất hiện trong các quảng cáo của Adidas quảng cáo cho dòng quần áo có chủ đề Chiến tranh giữa các vì sao.
Daft Punk cũng đã sản xuất âm nhạc cho các nghệ sĩ khác. Họ đã sản xuất đĩa đơn đầu tay của Teriyaki Boyz "HeartBreaker" trong album Beef or Chicken?. Bài hát có một sample của "Human After All". Daft Punk sau đó đã sản xuất bài hát "Hypnofying U" của N.E.R.D. Daft Punk xuất hiện trong Tron: Legacy với tư cách là DJ của hộp đêm.
Năm 2011, Coca-Cola đã phân phối những chai phiên bản giới hạn do Daft Punk thiết kế, được gọi là Daft Coke. Phiên bản mới hơn của những chai theo chủ đề này hiện đang tồn tại dưới dạng vật phẩm của người sưu tập, một số bộ phận của chai như nắp và logo Coke được mạ vàng. Daft Punk cùng với Courtney Love được chụp ảnh cho "Dự án âm nhạc" của nhà tạo mốt Yves Saint Laurent. Bộ đôi xuất hiện trong bộ quần áo đính kết mới được làm bởi Hedi Slimane, cầm và chơi các nhạc cụ mới của họ với cơ thể làm bằng nhựa lucite. Năm 2013, Bandai Tamashii phát hành bộ đồ chơi S.H. Figuarts (SHF) cho Daft Punk trùng với việc phát hành Random Access Memories ở Nhật Bản. Sau một loạt đoạn giới thiệu teaser, Daft Punk xuất hiện hiếm hoi trước công chúng tại 2013 Monaco Grand Prix vào tháng 5 thay mặt cho Lotus F1 Team, những người đã hỗ trợ bộ đôi bằng cách đua trên những chiếc xe có nhãn hiệu đặc biệt được trang trí bằng biểu tượng của ban nhạc.
Đoạn phim về màn trình diễn năm 2006 của Daft Punk tại Lễ hội Coachella được giới thiệu trong bộ phim tài liệu Coachella: 20 Years in the Desert, phát hành trên YouTube vào tháng 4 năm 2020. Daft Punk được lên kế hoạch xuất hiện trên tập phim The Colbert Report ngày 6 tháng 8 năm 2013 để quảng bá Random Access Memories. Họ đã không thể làm như vậy vì nghĩa vụ hợp đồng liên quan đến sự xuất hiện sau đó của họ tại Giải Video âm nhạc của MTV năm 2013. Theo Stephen Colbert, Daft Punk không biết về bất kỳ thỏa thuận độc quyền nào và đã bị ban điều hành MTV chặn lại vào buổi sáng trước khi ghi hình. Vào năm 2015, Daft Punk xuất hiện cùng với một số nhạc sĩ khác để thông báo về quyền đồng sở hữu của họ đối với dịch vụ âm nhạc Tidal khi ra mắt trở lại.
Daft Punk góp mặt trong Eden, một bộ phim năm 2014 của Pháp (do Vincent Lacoste và Arnaud Azoulay thủ vai), có nhân vật chính của nó là một người nghiện đang phục hồi, vốn một người hâm mộ nhạc techno chuyển sang làm DJ. Một bộ phim tài liệu dài một giờ, Daft Punk Unchained, được phát sóng trên truyền hình vào ngày 24 tháng 6 năm 2015 ở Pháp và vào ngày 9 tháng 2 năm 2016 ở Anh.

## Tầm ảnh hưởng
Daft Punk được các nhà báo âm nhạc coi là một trong những nghệ sĩ có ảnh hưởng nhất trong lịch sử nhạc dance. Trong "Losing My Edge", đĩa đơn đầu tiên của LCD Soundsystem, ca sĩ chính James Murphy đã nói đùa rằng mình là người đầu tiên "chơi Daft Punk cho những đứa trẻ thích nhạc rock." LCD Soundsystem cũng thu âm bài hát "Daft Punk Is Playing at My House", bài hát đạt vị trí thứ 29 tại Vương quốc Anh và được đề cử cho Thu âm nhạc dance xuất sắc nhất tại Lễ trao giải Grammy 2006. Bản remix của Soulwax của bài hát cũng chứa các sample của nhiều bản nhạc Daft Punk cũng như các bản nhạc của Thomas Bangalter.
Các bản nhạc Daft Punk đã được lấy mẫu hoặc cover bởi các nghệ sĩ khác. "Technologic" đã được Swizz Beatz lấy sample cho ca khúc "Touch It" của Busta Rhymes. Ca khúc "Stronger" năm 2007 của Kanye West trong album Graduation mượn giai điệu và có sample của "Harder, Better, Faster, Stronger" của Daft Punk. Trang phục rô bốt của Daft Punk xuất hiện trong video âm nhạc của "Stronger". Bài hát "Daftendirekt" trong album Homework của Daft Punk được lấy mẫu cho bài hát "So Much Betta" của Janet Jackson trong album Discipline năm 2008 của cô. Bản nhạc "Aerodynamic" được lấy mẫu cho đĩa đơn "Summertime" năm 2008 của Wiley. "Veridis Quo" trong album Discovery được lấy mẫu cho bài hát "Dream Big" của Jazmine Sullivan trong album Fearless ra mắt năm 2008. "Around the World" của Daft Punk được lấy mẫu cho bài hát "You Take Me (Around the World)" năm 2009 của JoJo. Bài hát "Cowboy George" của The Fall có một số đoạn trích của "Harder, Better, Faster, Stronger". Nhóm cappella Pentatonix đã biểu diễn hòa tấu các bài hát Daft Punk, được ra mắt trên YouTube. Bản hòa tấu đã giành được cho Dàn dựng hay nhất, Nhạc cụ hoặc Cappella của Lễ trao giải Grammy lần thứ 57. Năm 2015, Rolling Stone xếp Daft Punk là bộ đôi âm nhạc vĩ đại thứ 12 mọi thời đại.
Một bản hòa tấu Daft Punk đã được biểu diễn tại cuộc diễu hành Ngày Bastille 2017 của một ban nhạc quân đội Pháp, trước sự chứng kiến của Tổng thống Pháp Emmanuel Macron và nhiều quan khách của ông, trong đó có Tổng thống Mỹ Donald Trump. Baicalellia daftpunka, một loài giun dẹp, được đặt theo tên Daft Punk vào năm 2018 vì một phần của sinh vật giống với một chiếc mũ bảo hiểm.

## Sáng tác

#### Album phòng thu
- Homework (1997)
- Discovery (2001)
- Human After All (2005)
- Random Access Memories (2013)

## Các tour biểu diễn
- Daftendirektour (1997)
- Alive 2006/2007 (2006–2007)